# Экономика Словении
Экономика Словении — развитая экономика страны-члена Евросоюза. ВВП на душу населения по ППС в 2022 году составлял 92 % от среднего уровня по Евросоюзу, в то время как номинальный ВВП на душу населения — 76 %. Среди славянских и посткоммунистических стран Словения имеет самый высокий ВВП на душу населения. По ВВП на душу населения (номинал) — $32 350. По ВВП на душу населения (ППС) — $51 407. По состоянию на июнь 2024 года среди славянских и всех посткоммунистических стран мира Словения имеет второй самый высокий нетто средний размер оплаты труда после Эстонии (€1629,54, в Словении €1501,97) и по состоянию на 1 января 2025 года самый высокий нетто минимальный размер оплаты труда (€929). Средний размер оплаты труда по состоянию на июнь 2024 года составляет 2366,79 евро (брутто) и 1501,97 евро (нетто). Минимальный размер оплаты труда: €1277,72 (брутто, с 1 января 2025 года) и €929 (нетто, с 1 января 2025 года). В Словении на 2018 год минимальную заработную плату получают 3300 человек. В 2004 году Словения вместе с рядом других бывших социалистических стран вступила в Европейский Союз. В 2007 приняла евро, первой среди новых членов ЕС. С 2010 является членом Организации экономического сотрудничества и развития.
Словения обладает хорошо образованной рабочей силой и развитой инфраструктурой. Она находится на перекрёстке основных транспортных путей. С другой стороны, уровень прямых иностранных инвестиций является одним из самых низких. Экономика Словении серьёзно пострадала от Европейского экономического кризиса, начавшегося в конце 2000-х гг.
Ведущие отрасли промышленности Словении на сегодняшний день производят электронику, электрооборудование, химикаты, лекарственные препараты, текстиль, бумагу и бумажную продукцию, изделия из дерева и автомобили. Почти две трети людей заняты в сфере услуг.

## Статистика
В следующей таблице показаны основные экономические показатели за 1992-2018 года.
| Год  | ВВП (ППС)(млрд евро) | ВВП на душу населения (ППС)(в евро) | Рост ВВП (реальный) | Уровень инфляции(в процентах) | Безработица(в процентах) | Государственный долг (в процентах от ВВП) |
| ---- | -------------------- | ----------------------------------- | ------------------- | ----------------------------- | ------------------------ | ----------------------------------------- |
| 1992 | 7,78                 | 3 222                               | …                   | …                             | 7,8 %                    | …                                         |
| 1993 | 7,78                 | 3 922                               | 2,8 %               | 31,9 %                        | 8,6 %                    | …                                         |
| 1994 | 7,78                 | 4 546                               | 5,3 %               | 20,7 %                        | 8,5 %                    | …                                         |
| 1995 | 10,52                | 5 308                               | 4,1 %               | 13,7 %                        | 7,0 %                    | 17 %                                      |
| 1996 | 10,52                | 6 103                               | 3,6 %               | 9,9 %                         | 6,8 %                    | 20 %                                      |
| 1997 | 10,52                | 6 963                               | 5,0 %               | 8,3 %                         | 7,0 %                    | 21 %                                      |
| 1998 | 10,52                | 7 734                               | 3,3 %               | 8 %                           | 7,4 %                    | 21 %                                      |
| 1999 | 10,52                | 8 707                               | 5,3 %               | 6,1 %                         | 7,4 %                    | 22 %                                      |
| 2000 | 18,85                | 9 484                               | 3,7 %               | 8,9 %                         | 6,7 %                    | 29 %                                      |
| 2001 | 21,15                | 10 626                              | 3,2 %               | 8,3 %                         | 6,2 %                    | 29 %                                      |
| 2002 | 23,55                | 11 809                              | 3,5 %               | 7,5 %                         | 6,3 %                    | 28 %                                      |
| 2003 | 25,61                | 12 838                              | 2,7 %               | 5,5 %                         | 6,7 %                    | 27 %                                      |
| 2004 | 27,61                | 13 838                              | 4,4 %               | 3,6 %                         | 6,3 %                    | 27 %                                      |
| 2005 | 29,11                | 14 574                              | 3,8 %               | 2,5 %                         | 6,5 %                    | 26 %                                      |
| 2006 | 31,47                | 15 708                              | 5,7 %               | 2,5 %                         | 6,0 %                    | 26 %                                      |
| 2007 | 35,07                | 17 446                              | 7,0 %               | 3,7 %                         | 4,9 %                    | 23 %                                      |
| 2008 | 37,93                | 18 865                              | 3,5 %               | 5,7 %                         | 4,4 %                    | 22 %                                      |
| 2009 | 36,25                | 17 838                              | −7,6 %              | 0,8 %                         | 5,9 %                    | 35 %                                      |
| 2010 | 36,36                | 17 764                              | 1,3 %               | 1,8 %                         | 7,3 %                    | 38 %                                      |
| 2011 | 37,06                | 18 075                              | 0,9 %               | 1,8 %                         | 8,2 %                    | 46 %                                      |
| 2012 | 36,25                | 17 637                              | −2,6 %              | 2,6 %                         | 8,9 %                    | 54 %                                      |
| 2013 | 36,45                | 17 706                              | −1,0 %              | 1,8 %                         | 10,1 %                   | 70 %                                      |
| 2014 | 37,63                | 18 259                              | 2,8 %               | 0,2 %                         | 9,7 %                    | 80 %                                      |
| 2015 | 38,85                | 18 834                              | 2,2 %               | −0,5 %                        | 9,0 %                    | 83 %                                      |
| 2016 | 40,37                | 19 555                              | 3,1 %               | −0,5 %                        | 8,0 %                    | 78 %                                      |
| 2017 | 42,99                | 20 807                              | 4,9 %               | 1,4 %                         | 6,6 %                    | 74 %                                      |
| 2018 | 45,76                | 22 129                              | 4,1 %               | 1,7 %                         | 5,1 %                    | 70 %                                      |

## История
Хотя население Словении составляло лишь около одной одиннадцатой населения Югославии, её экономика была самой развитой из югославских республик. На неё приходилась пятая часть ВВП и треть её экспорта. Таким образом Словения получила независимость в 1991 году с уже относительно благополучной экономикой и сильными связями с западными рынками.
С момента обретения независимости Словения энергично проводит диверсификацию своей торговли с Западом и интеграцию в западные и трансатлантические институты. Словения является членом-основателем Всемирной торговой организации. В 1996 она присоединилась к CEFTA. В 2004 Словения вступает в Европейский Союз, а в 2007 переходит от национальной валюты толар к евро. Словения также является членом Инициативы по сотрудничеству в Юго-Восточной Европе (SECI), Центральноевропейской инициативы и Организации черноморского экономического сотрудничества.
Экономический кризис конца 2000-х годов нанёс экономике Словении серьёзный урон. Государственный долг (включая также государственные гарантии) в 2009 - 2012 годах вырос с 14,0 млрд евро до 19,7 млрд евро. В 2009 году ВВП на душу населения сократился на 7,9 %, что стало крупнейшим падением в Европейском Союзе после стран Балтии и Финляндии. После рецессии 2009 года и медленного восстановления благодаря экспорту, в четвертом квартале 2011 года экономика Словении снова соскользнула в рецессию. Это было связано с падением внутреннего потребления, а также снижением темпов роста экспорта. Словения в основном экспортирует в страны еврозоны. Причины снижения внутреннего потребления было несколько: фискальный аскетизм, замораживание бюджетных расходов в последние месяцы 2011 года, провал усилий по осуществлению экономических реформ, нарушение финансирования, а также снижение экспорта. Кроме того в 2010 и 2011 годах сильно пострадала строительная отрасль.

## Внешняя торговля
Внешняя торговля Словении ориентирована на другие страны ЕС, прежде всего Германию, Австрию, Италию и Францию. Например, в 2006 году на 25 стран ЕС пришлось 68,5 % словенского экспорта и 80,2 % словенского импорта. Это является результатом переориентации оптовой торговли на Запад и растущие рынки Центральной и Восточной Европы в условиях краха рынков Югославии. Словенская экономика очень сильно зависит от внешней торговли. Торговля составляет около 120 % от ВВП (суммарный экспорт и импорт). Около двух третей торговых связей Словения приходится на страны ЕС.

## Экономические показатели
Такие традиционные отрасли словенской экономики как сельское хозяйство, лесное хозяйство и рыболовство составляют сравнительно низкие 2,5 процента ВВП, в них занято только 6 процентов населения. Средний размер фермы около 5,5 га. Часть Словении входит в Альпийско-Адриатический биорегион, который в настоящее время участвует в крупной инициативе по органическому земледелию. Между 1998 и 2003 доля органического сектора в сельском хозяйстве Словении выросла с менее чем 0,1 % до 3,3 % — среднего по Европейскому Союзу.
В последние годы наблюдается дефицит бюджета Словении. В среднем в период между 1999 и 2007 дефицит составлял около $ 650 млн в год, однако это составило менее 23 % от ВВП. В 2008 существовал небольшой профицит: доходы на общую сумму $ 23,16 млн, а расходы $ 22,93 млн долларов. Правительственные расходы составили 38 % от ВВП. По состоянию на январь 2011 общий государственный долг Словении неизвестен. Статистическое бюро Республики Словения сообщило, что на конец сентября 2010 года он составляет (не считая гарантированных государством займов) 19,5 млрд евро или 54,2 % ВВП. По данным Министерства финансов Словении в январе 2011 года, он был чуть ниже 15 млрд евро или 41,6 % от ВВП за 2009 год. Тем не менее, словенская финансовая газета «Finance» подсчитала, что на самом деле долг в январе 2011 года составил 22,4 млрд евро или почти 63 % от ВВП, что превышает лимит в 60 % разрешённый Европейским Союзом. 12 января 2011 года Счётная палата Словении отклонила данные, представленные министерством как неправильные и потребовали отставки министра финансов Франца Крижанича.
Традиционная антиинфляционная политика Словении в значительной степени зависит от ограничений на приток капитала. Процесс приватизации благоприятствует покупателям-инсайдерам и предписывает долговременные задержки в биржевой торговли, осложняясь культурной настороженностью быть «скупленными» иностранцами. Таким образом, в Словении был создан ряд препятствий для участия иностранного капитала в экономике. Тем не менее Словения получила несколько значительных иностранных инвестиций, включая инвестиции в размере $ 125 млн от Goodyear в 1997 году. В конце 2008 года иностранный капитал в Словении составил около $ 11,5 млрд. В свою очередь словенцы вложили $ 7,5 млрд за рубежом. По состоянию на 31 декабря 2007 года, стоимость акций, котирующихся на фондовой бирже Любляна, составила $ 29 млрд.

## Безработица
По данным статистического управления Республики Словении уровень безработицы во втором квартале 2021 года составлял 4,3 %, 44000 человека были безработными.

## Энергетика
Доказанные (достоверные) запасы энергоносителей Словении (по состоянию на конец 2015 года) оцениваются в размере - 0,092 млрд тут (в угольном эквиваленте) Энергетическая зависимость страны за 1990-2020 годы иллюстрируется следующей диаграммой

EES EAEC. Энергетическая зависимость Словении, 1990-2020, проценты

В 2019 году в соответствии с данными EES EAEC и UNdata производство органического топлива - 2367 тыс. тут.  Общая поставка -  4584 тыс. тут. На преобразование  на электростанциях и отопительных установках  израсходовано  1751   тыс. тут или  38,2 % от общей поставки. Установленная мощность – нетто электростанций -  3820   МВт, в том числе: тепловые электростанции, сжигающие органическое топливо  (ТЭС) -  39,6  % ,   атомные электростанции  (АЭС)  -  18,0 % и возобновляемые источники энергии (ВИЭ) - 42,4  % . Производство электроэнергии-брутто - 16100 млн. кВт∙ч , в том числе:  ТЭС - 32,8  %, АЭС - 36,2 % , ВИЭ -  31,0 %.  Конечное  потребление  электроэнергии  -  13679 млн. кВт∙ч, из которого: промышленность - 47,5 %, транспорт - 1,7 %, бытовые потребители -  25,0 %, коммерческий сектор и предприятия общего пользования -  25,7 %, сельское, лесное хозяйство и рыболовство - 0,1 %. Показатели энергетической эффективности за 2019 год: душевое потребление валового внутреннего продукта по паритету покупательной способности (в номинальных ценах) - 40919 долларов, душевое (валовое) потребление электроэнергии - 6573 кВт∙ч, душевое потребление электроэнергии населением - 1643 кВт∙ч. Число часов использования установленной мощности-нетто электростанций - 3985 часов

## Доходы населения
Из всех стран с бывшей коммунистической плановой экономикой Словения имеет второй самый высокий нетто средний размер оплаты труда после Эстонии (€1545,04, в Словении €1431,61) и по состоянию на 1 января 2024 года самый высокий нетто минимальный размер оплаты труда (€902,07), самый высокий номинальный ВВП на душу населения, занимая 34 место в мире, сразу после Саудовской Аравии и на одну позицию выше Тайваня. Второй после  Чехии ВВП по ППС на душу населения. С 1 января 2019 года минимальный размер оплаты труда составляет 886 евро (брутто) и 667 евро (нетто). Минимальная пенсия по старости в 2018 году составляет 500 евро. Индекс Кейтца (соотношение между минимальной и средней заработной платы в стране) в Словении по состоянию на 2019 год (средняя 1676 евро и минимальная 886 евро) составляет около 53 %. С 1 января 2021 года минимальный размер оплаты труда составляет 1024,24 евро (брутто) и 736 евро (нетто). С 1 января 2022 года минимальный размер оплаты труда составляет 1074,43 евро (брутто) и 749,73 евро (нетто). Средний размер оплаты труда по состоянию на июнь 2024 года составляет 2366,79 евро (брутто) и 1501,97 евро (нетто). С 1 января 2023 года минимальный размер оплаты труда составляет 1203,36 евро (брутто) и 878,48 евро (нетто). С 1 января 2024 года минимальный размер оплаты труда составляет 1253,9 евро (брутто) и 902,07 евро (нетто). Средний размер оплаты труда по состоянию на ноябрь 2024 года составляет 2518,74 евро (брутто) и 1610,87 евро (нетто). С 1 января 2025 года минимальный размер оплаты труда составляет 1277,72 евро (брутто) и 929 евро (нетто).